# Unterlauterbach (Falkenstein/Vogtl.)

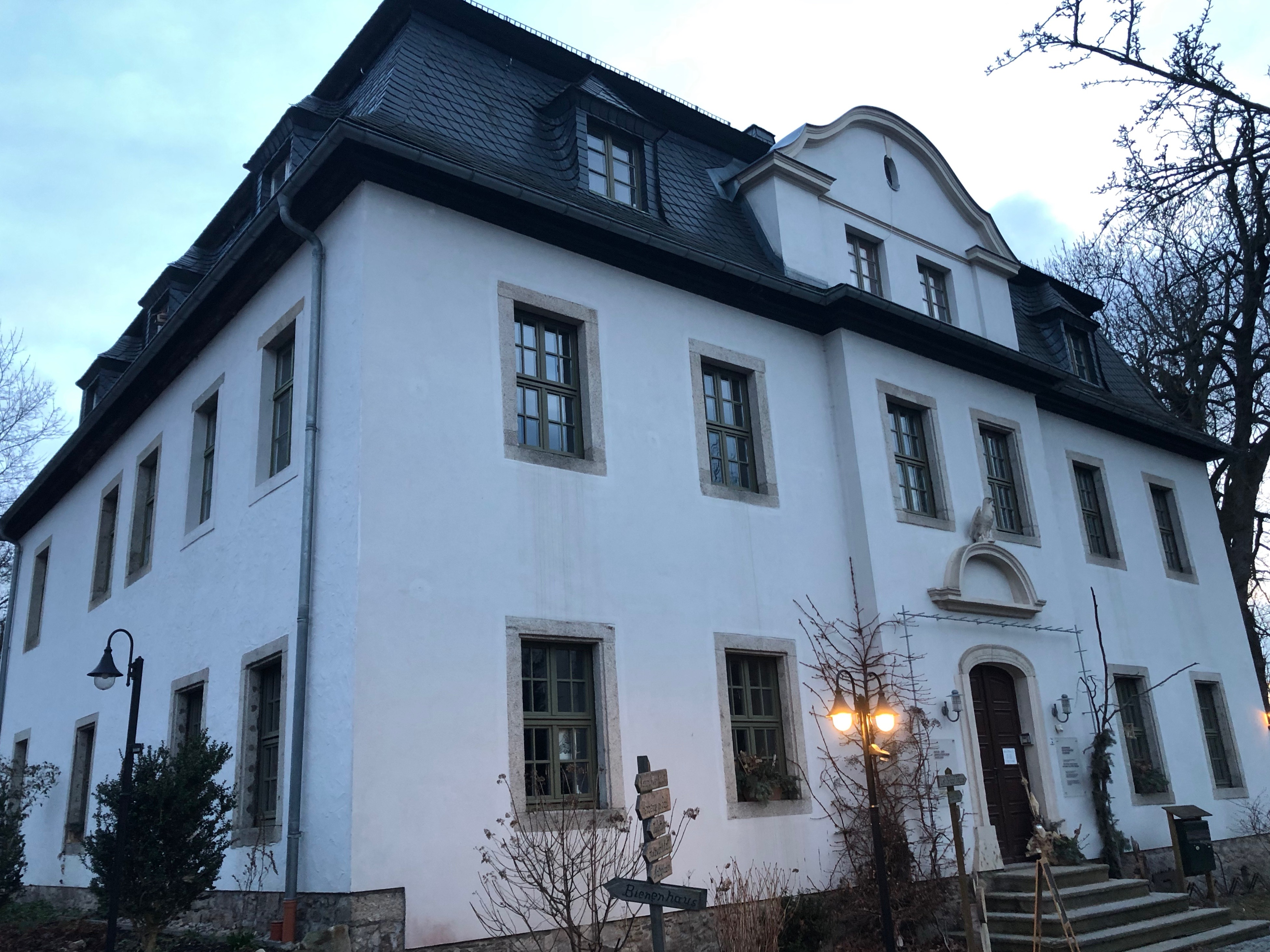
Herrenhaus Rittergut Adlershof (2019)

Unterlauterbach ist ein zum Ortsteil Oberlauterbach der Stadt Falkenstein/Vogtl. im sächsischen Vogtlandkreis gehöriges Dorf. Es wurde am 1. Juli 1950 in die Gemeinde Oberlauterbach und mit dieser am 1. Januar 1999 in die Stadt Falkenstein/Vogtl. eingemeindet.

## Geographie

### Geographische Lage und Verkehr
Unterlauterbach bildet den nördlichen Teil des Ortsteils Oberlauterbach nordwestlich von Falkenstein/Vogtl. Der durch den Ort fließende Lauterbach ist ein Zufluss der Trieb. Unterlauterbach befindet sich im Zentrum des Vogtlandkreises und im sächsischen Teil des historischen Vogtlands. Geografisch liegt der Ort im Osten des Naturraums Vogtland.
Der Ort ist mit der vertakteten RufBus-Linie 71 des Verkehrsverbunds Vogtland an Falkenstein angebunden. Dort besteht Anschluss zum PlusBus nach Auerbach, Rodewisch, Oelsnitz und Plauen.

### Nachbarorte
| Altmannsgrün           |                                             | Schreiersgrün |
|                        | Kompassrose, die auf Nachbargemeinden zeigt | Reumtengrün   |
| Schönau mit Siebenhitz | Oberlauterbach                              | Dorfstadt     |

## Geschichte

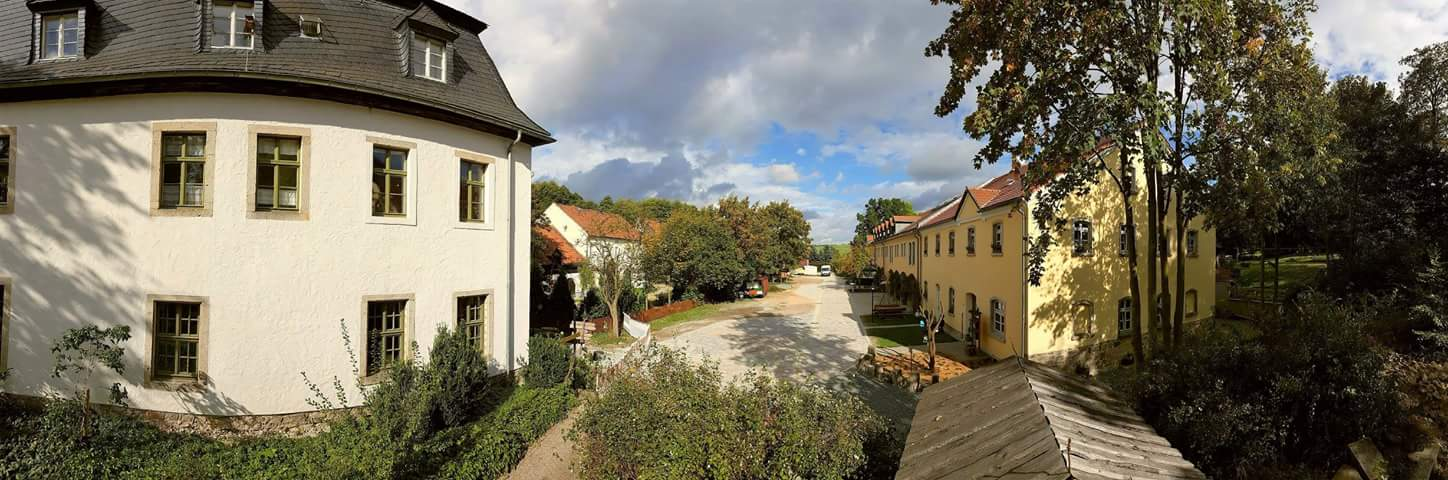
Rittergut Adlershof in Unterlauterbach

Niederlauterbach wurde erstmals im Jahr 1445 als „Luterbach by Drewen“ im Gegensatz zum 1421 als „Luterbach“ erwähnten Nachbarort Oberlauterbach genannt. Im Jahr 1460 existierten die Bezeichnungen „Nider Lauterboch“ und „Ober Lauterboch“, um 1533 „Vnter Lauterbach“. Kirchlich und politisch waren beide Orte zu dieser Zeit anderen Verwaltungseinheiten zugeordnet. Während Oberlauterbach um 1583 politisch zum Rittergut Falkenstein gehörte und kirchlich ebenfalls nach Falkenstein gepfarrt war, gehörte Unterlauterbach um 1583 zur Grundherrschaft des Ritterguts Treuen und kirchlich ebenfalls zu Treuen.
In Unterlauterbach ist seit 1445 ein Rittersitz nachgewiesen, welcher ursprünglich den Gebrüdern Hans, Georg und Heinrich von Machwitz gehörte. Im Jahr 1537 ging er an Eberhard von Feilitzsch über, der auch das benachbarte Rittergut Treuen besaß. Das vermutlich aus einem Vorwerk des Ritterguts Treuen hervorgegangenen Rittergut Unterlauterbach ist seit 1606 als Rittergut nachgewiesen. Die Brüder Major Friedrich von Obernitz und Oberstleutnant Karl-Heinrich von Obernitz erwarben im Jahr 1724 das Rittergut Unterlauterbach. 1744 war das Rittergut abgewirtschaftet und kam „subhasta“, zum Zwangsverkauf. Das Gut wurde von Georg Adler und seinem Vetter Wolf Adam Adler 24. März 1744 erworben.
Unterlauterbach gehörte bis ins 16. Jahrhundert zur Herrschaft Treuen und danach bis 1856 zum kursächsischen bzw. späteren königlich-sächsischen Amt Plauen. 1856 wurde Unterlauterbach dem Gerichtsamt Falkenstein und 1875 der Amtshauptmannschaft Auerbach angegliedert. Carl Ferdinand Adler, der letzte Besitzer des gesamten Rittergutes Unterlauterbach bis zur Enteignung im Zuge der Bodenreform in der Sowjetischen Besatzungszone ab 1945, prägte den heutigen Beinamen „Rittergut Adlershof“. Zur Durchführung dieser Bodenreform ist am 1. April 1946 in Unterlauterbach eine Bodenreformkommission gegründet worden. Die Aufgabe war, den enteigneten Rittergutsbesitz einschließlich Wald von insgesamt 292 ha aufzuteilen. Geschaffen wurden 6 Neubauernstellen von je 10 ha landwirtschaftlicher Fläche und 2 ha Wald. Für 4 Neubauernstellen wurde dazu der Wirtschaftshof entsprechend der vorgesehenen Nutzung aufgeteilt. Das Herrenhaus und der Park wurden im Jahr 1947 der Gemeinde Unterlauterbach übereignet. Der geplante Abriss des Gebäudes konnte durch die zeitweise Unterbringung von Umsiedlern verhindert werden. Zwischen 1948 und 1990 diente das Herrenhaus als Kindergarten, Schule und Gemeindeamt.
Am 1. Januar 1950 wurde die Gemeinde Unterlauterbach nach Oberlauterbach eingemeindet. Durch die zweite Kreisreform in der DDR kam Unterlauterbach als Ortsteil der Gemeinde Oberlauterbach im Jahr 1952 zum Kreis Auerbach im Bezirk Chemnitz (1953 in Bezirk Karl-Marx-Stadt umbenannt), der 1990 als sächsischer Landkreis Auerbach fortgeführt wurde und 1996 im Vogtlandkreis aufging. Zu Zeiten der DDR verfielen die Gebäude des Ritterguts Adlershof zunehmend. Es erfolgte der teilweise Abriss. Das Herrenhaus, der Gutshof und die bewohnten Gebäude wurden 1990 von der Gemeinde Oberlauterbach erworben. Weitere Gebäude, wie das Gutsverwalterhaus, wurden an weitere Eigentümer verkauft. Die Sanierungsarbeiten der Gebäude begannen in den Jahren 1992/1993. Das Natur- und Umweltzentrum Vogtland e.V. (NUZ Vogtland) zog im Jahr 2000 in das sanierte Herrenhaus ein. Der Park des Ritterguts wurde im Jahr 2008 saniert und kann somit für Veranstaltungen (Freilichtbühne) genutzt werden. In den weiteren Gebäuden des Komplexes siedelten sich private und öffentliche Investoren an. Es entstanden Wohnungen, Büros, eine Naturherberge, Werkstätten und Veranstaltungsbereiche. Weiterhin hat das Ländliche Entwicklungszentrum Vogtland seit 2006 seinen Sitz im Komplex des Ritterguts Adlershof.
Am 1. Januar 1999 wurde die Gemeinde Oberlauterbach mit ihrem Ortsteil Unterlauterbach nach Falkenstein eingemeindet, wodurch Oberlauterbach (mit Unterlauterbach) Ortsteilstatus erhielt.

### Einwohnerstatistik
1557 lebten in Unterlauterbach 16 besessene Mann, 2 Häusler und 6 Inwohner; 1764 waren es 13 besessene Mann.
| Jahr          | 1834 | 1871 | 1890 | 1910 | 1925 | 1939 | 1946 |
| ------------- | ---- | ---- | ---- | ---- | ---- | ---- | ---- |
| Einwohnerzahl | 156  | 229  | 234  | 315  | 302  | 283  | 320  |

1910 war Unterlauterbach unter den 69 Kommunen der Amtshauptmannschaft Auerbach auf Rang 57 der Einwohnerstatistik. 1925 lebten im Ort 296 Lutheraner, 2 Katholiken und 4 andersgläubige.